# Cuissy-et-Geny
Cuissy-et-Geny – miejscowość i gmina we Francji, w regionie Hauts-de-France, w departamencie Aisne.
Według danych na styczeń 2014 roku gminę zamieszkiwało 67 osób, a gęstość zaludnienia wynosiła 13 osób/km².